# Liste der Stolpersteine in der belgischen Provinz Limburg

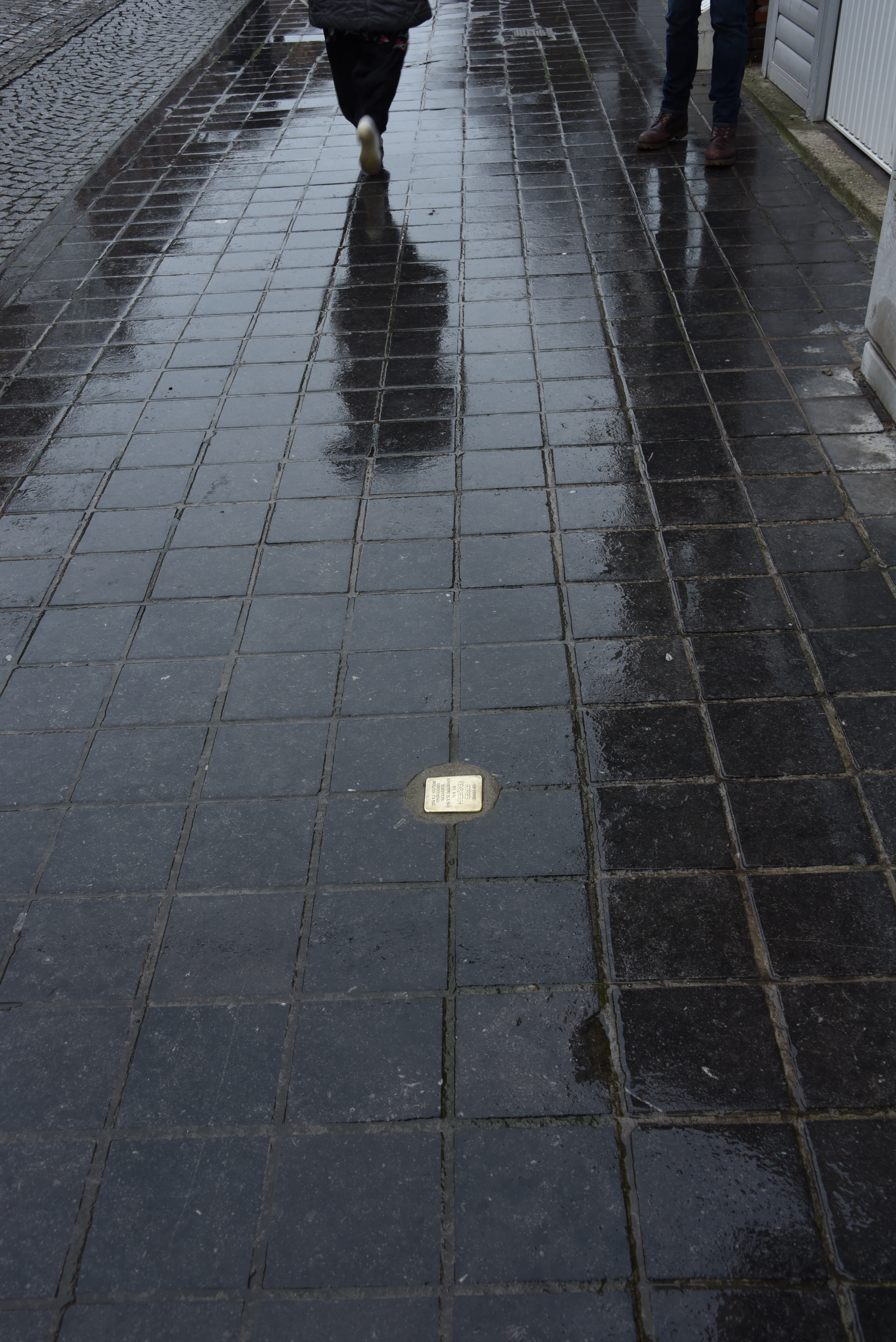
Stolperstein in Sint-Truiden

Die Liste der Stolpersteine in der belgischen Provinz Limburg listet alle Stolpersteine in der belgischen Provinz Limburg, Teil Flanderns, auf. Stolpersteine erinnern an das Schicksal der Menschen, die von den Nationalsozialisten ermordet, deportiert, vertrieben oder in den Suizid getrieben wurden. Die Stolpersteine wurden vom Kölner Künstler Gunter Demnig konzipiert und werden im Regelfall von ihm selbst verlegt.
Die Stolpersteine werden auf Flämisch struikelstenen genannt, auf Französisch pavés de mémoire (Erinnerungssteine). Sie liegen vor dem letzten frei gewählten Wohnort des Opfers. Die Verlegungen werden durch die Association pour la Mémoire de la Shoah (Vereinigung zur Erinnerung an die Shoah, AMS) in Brüssel initiiert.

## Verlegte Stolpersteine

### Beringen
Im Ortsteil Beverlo der Gemeinde Beringen wurden folgende Stolpersteine verlegt.
| Stolperstein | Übersetzung | Verlegeort                          | Name, Leben                   |
| ------------ | --- | ----------------------------------- | ----------------------------- |
|              | HIER WOHNTE DOMINIC DEKELVER GEB. 1923 WIDERSTANDSKÄMPFER VERHAFTET 1943 INTERNIERT FÜSILIERT 11-4-1944 BREENDONK                                                 | Korspelsesteenweg Beverlo           | Dominic Dekelver (1923–1944)  |
|              | HIER WOHNTE ALDONS HEYLIGEN GEB. 1923 WIDERSTANDSKÄMPFER VERHAFTET 1943 INTERNIERT FÜSILIERT 11-4-1944 BREENDONK                                                  | Kroonstraat 114 Beverlo             | Alfons Heyligen (1923–1944)   |
|              | HIER WOHNTE ALBERT HUYBRECHTS GEB. 1922 WIDERSTANDSKÄMPFER NIEDERGESCHOSSEN 14-11-1943 BEVERLO                                                                    | Stalsesteenweg Beverlo              | Albert Huybrechts (1922–1944) |
|              | HIER WOHNTE GASTON OOMS GEBOREN 1891 WIDERSTANDSKÄMPFER VERRATEN 1943 INTERNIERT HASSELT, ANTWERPEN DEPORTIERT 1944 AUS SINT-GILLIS ERMORDET 6-3-1945 FLOSSENBÜRG | Burgemeester Heymansplein 9 Beverlo | Gaston Ooms (1891–1945)       |

### Hasselt
In Hasselt liegen zehn Stolpersteine an acht Adressen. Diese ersten Stolpersteine in der Stadt wurden am 8. Mai 2024 verlegt.
| Stolperstein | Übersetzung | Verlegeort                                 | Biografie                                |
| ------------ | --- | ------------------------------------------ | ---------------------------------------- |
|              | HIER WOHNTE ARTHUR KOSSMANN geb. 1893 VERHAFTET HASSELT HINGERICHTET 31-12-1942 HASSELT                                                                   | Maastrichterstraat 108 (jetzt 104) Hasselt | Arthur Kossmann (1893–1942)              |
|              | HIER WOHNTE ERNA HAAS GEB. 1900 DEPORTIERT 31-7-1943 KAZERNE DOSSIN ERMORDET AUG.-1943 AUSCHWITZ                                                          | Maastrichterstraat 108 (jetzt 104) Hasselt | Erna Frederika Kossmann-Haas (1900–1943) |
|              | HIER WOHNTE LUCIEN COLLIN GEB. 1909 WIDERSTANDSKÄMPFER „COMEETLIJN“ VERHAFTET 18-6-1943 HASSELT HINGERICHTET 30-6-1944 LUDWIGSBURG                        | Demerstraat 43–45 Hasselt                  | Lucien Collin (1909–1944)                |
|              | HIER WOHNTE TINA LUCAS GEB. 1914 WIDERSTANDSKÄMPFERIN „COMEETLIJN“ VERHAFTET 18-6-1943 HASSELT GESTORBEN                                                  | Demerstraat 43–45 Hasselt                  | Tina Collin-Lucas (1914–2008)            |
|              | HIER WOHNTE JOZEF PIETER VANDEBRIEL GEB. 1909 WIDERSTANDSKÄMPFER „GEHEIM LEGER“ UNTERGETAUCHT 1943 OPHOVEN HINGERICHTET 29-6-1944 ZELEM                   | Dorpsstraat 7 Hasselt                      | Jozef Pieter Vandebriel (1909–1944)      |
|              | HIER WOHNTE FRANCOIS MELCHIOR GEB. 1883 WIDERSTANDSKÄMPFER „INLICHTINGS- EN ACTIEDIENST“ VERHAFTET 20-6-1943 HASSELT ERMORDET 5-12-1944 GROSS-ROSEN       | de Gerlachestraat 9 Hasselt                | François Melchior (1883–1944)            |
|              | HIER WOHNTE CAMILLE FERON GEB. 1905 VERHAFTETE 20-4-1944 HASSELT ERMORDET 3-12-1944 GROSS-ROSEN                                                           | Toekomststraat 52 Hasselt                  | Camille Feron (1905–1944)                |
|              | HIER WOHNTE RENÉ MINTEN GEB. 1903 WIDERSTANDSKÄMPFER „INLICHTINGS- EN ACTIEDIENST“ VERHAFTET 18-9-1943 HASSELT DEPORTIERT 8-2-1945 MITTELBAU-DORA BEFREIT | Beukenstraat 22 Hasselt                    | René Minten (1903–1979)                  |
|              | HIER WOHNTE LOUIS STRIJCKERS GEB. 1911 WIDERSTANDSKÄMPFER „GEHEIM LEGER“ NIEDERGESCHOSSEN 6-9-1944 VERSTORBEN 7-9-1944 KIEWIT                             | Weggevoerdenstraat 20 Hasselt              | Louis Strijckers (1911–1944)             |
|              | HIER WOHNTE CONSTANT BERTELS GEB. 1900 WIDERSTANDSKÄMPFER „COMEETLIJN“ VERHAFTET 6-8-1944 HASSELT ERMORDET 27-12-1944 NEUENGAMME                          | Weggevoerdenstraat 25 Hasselt              | Constant Bertels (1900–1944)             |